# Обмін тілами
«Обмін тілами» (англ. англ. Xchange) — канадський фантастичний трилер режисера Аллана Мойла. В головних ролях знімалися Стівен Болдуін, Кайл Маклахлен і Кім Коутс.
Теглайн: «Не залишилося ні часу, ні тіл».

## Сюжет
Дія розгортається в недалекому майбутньому, де корпорація XChange дозволяє бізнесменам подорожувати миттєво за допомогою обміну тілами. Але молодий бізнесмен Стюарт Тоффлер дізнається, що не все чисто в його досконалому світі, коли під час рутинного обміну тілами його рідне тіло викрадає найманий вбивця, а сам він опиняється під загрозою залишитися без тіла.

## Ролі
- Стівен Болдуін — клон 1/Тоффлер 3
- Кайл Маклахлен — Фіск/Тоффлер 2
- Кім Коутс — Тоффлер /Фіск 2
- Паскаль Буссьєр — Мадлен Ренар
- Том Рек — містер Файнерман
- Джанет Кіддер — Елісон де Вей

## Критика
Рейтинг на сайті IMDb — 5,6/10. 